# Trajan Becker
Trajan Becker, död 1644 i Narva, var en svensk fortifikationsofficer av tyskt ursprung.
Becker ingick efter studier i artilleri och fortifikation vid fältartilleriet i Pommern, där han var löjtnant 1631 och fanns kvar i samma position åtminstone till 1633. 1636 var han tygmästare på Kalmar, Jönköping och Älvsborgs slott. Senare samma år blev han ingenjör över Ingermanland och tygmästare över alla fästningar där, enligt för honom av krigskollegium utfärdad instruktion. Som ingenjör i Ingermanland var Becker flitigt verksam och ledde ned nit förstärknings och nybyggnadsarbeterna vid Narva, Ivangorods fästning, Nöteborg, Viborgs slott samt Kexholms fästning. 1640 reste han även över till Sverige för att i Nyköping redogöra för tillståndet vid fästningarna. I enlighet med sin fullmakt menade sig Becker ha högsta inseende närmast under landshövdingarna och senare generalguvernören över Ingermanland och Kexholms län vad gällde fortifikationsväsendet i området, och vägrade därför att underordna sig generalingenjören i Östersjöprovinserna Johan Rodenburgh, vilket ledde till konflikt med denne. Först Beckers död gjorde slutligen slut på konflikten.